# Атока (округ, Оклахома)
Шаблон:StateAbbr_ 34°23′ пн. ш. 96°03′ зх. д. / 34.38° пн. ш. 96.05° зх. д.
Округ  Атока (англ. Atoka County) — округ (графство) у штаті  Оклахома, США. Ідентифікатор округу 40005.

## Історія
Округ утворений 1907 року.

## Демографія
За даними перепису 
2000 року 
загальне населення округу становило 13879 осіб, зокрема міського населення було 2519, а сільського — 11360.
Серед мешканців округу чоловіків було 7506, а жінок — 6373. В окрузі було 4964 домогосподарства, 3503 родин, які мешкали в 5673 будинках.
Середній розмір родини становив 3,01.
Віковий розподіл населення поданий у таблиці:
| Стать    | До 15 років | 15-21 | 22-29 | 30-39 | 40-49 | 50-65 | 65-85 | Понад 85 |
| -------- | ----------- | ----- | ----- | ----- | ----- | ----- | ----- | -------- |
| Чоловіки | 1400        | 691   | 911   | 1151  | 1231  | 1231  | 814   | 77       |
| Жінки    | 1266        | 545   | 552   | 811   | 874   | 1166  | 978   | 181      |

## Суміжні округи
- Піттсбург — північ
- Пушматага — схід
- Чокто — південний схід
- Браян — південь
- Джонстон — захід
- Коул — північний захід

## Виноски
1. ↑  Population and Housing Unit Estimates. Архів оригіналу за 31 липня 2019. Процитовано 26 грудня 2019.
2. ↑  U.S. Decennial Census. United States Census Bureau. Архів оригіналу за 26 квітня 2015. Процитовано 18 лютого 2015.
3. ↑  Historical Census Browser. University of Virginia Library. Архів оригіналу за 11 серпня 2012. Процитовано 18 лютого 2015.
4. ↑  Forstall, Richard L., ред. (27 березня 1995). Population of Counties by Decennial Census: 1900 to 1990. United States Census Bureau. Архів оригіналу за 19 лютого 2015. Процитовано 18 лютого 2015.
5. ↑  Census 2000 PHC-T-4. Ranking Tables for Counties: 1990 and 2000 (PDF). United States Census Bureau. 2 квітня 2001. Архів оригіналу (PDF) за 18 грудня 2014. Процитовано 18 лютого 2015.
6. ↑  State & County QuickFacts. United States Census Bureau. Архів оригіналу за 6 липня 2011. Процитовано 8 листопада 2013. [Архівовано 2011-06-06 у Wayback Machine.](англ.) Наведено за англійською вікіпедією.
7. ↑  American FactFinder. Бюро перепису населення США. Архів оригіналу за 26 лютого 2012. Процитовано 31 січня 2008. [Архівовано 2008-05-21 у Wayback Machine.]

| США | Це незавершена стаття з географії США. Ви можете допомогти проєкту, виправивши або дописавши її. |